# Cordillera Domeyko
Cordillera Domeyko är en bergskedja i Chile.   Den ligger i regionen Región de Antofagasta, i den norra delen av landet, 1 000 km norr om huvudstaden Santiago de Chile.
Trakten runt Cordillera Domeyko är ofruktbar med lite eller ingen växtlighet. Runt Cordillera Domeyko är det glesbefolkat, med 12 invånare per kvadratkilometer.